# Psilotreta aëllo
Psilotreta aëllo är en nattsländeart som beskrevs av Malicky och Chantaramongkol 1996. Psilotreta aëllo ingår i släktet Psilotreta och familjen böjrörsnattsländor. Inga underarter finns listade i Catalogue of Life.